# Agelaia silvatica
Agelaia silvatica är en getingart som beskrevs av Cooper 2000. Agelaia silvatica ingår i släktet Agelaia och familjen getingar. Inga underarter finns listade i Catalogue of Life.